# Mieszko III.
Mieszko der Alte (polnisch Mieszko III. Stary; * 1126; † 13. März 1202 in Kalisz) war von 1138 bis 1177/79 und von 1181/82 bis 1202 Herzog in Großpolen, sowie 1173–1177 und 1198–1202 als Mieszko III. Seniorherzog von Polen. Er stammte aus der Dynastie der Piasten.

## Leben
Mieszko wurde um 1126 als dritter Sohn des Herzogs Bolesław III. Schiefmund von Polen und seiner zweiten Gemahlin Salome von Berg geboren und erhielt im Testament des Vaters Großpolen als Herzogtum. 1146 nahm er am Aufruhr der Brüder gegen Władysław II. den Vertriebenen teil und knüpfte nach dessen Verbannung aus Polen enge Kontakte zu den sächsischen Fürsten: U. a. nahm er 1147 am Wendenkreuzzug teil, wobei er in der südlichen Abteilung unter Albrecht dem Bären mitzog. Es herrschte nämlich zwischen ihm und Heinrich dem Löwen ein Konflikt wegen des Polabenlandes, da beide Ansprüche darauf hegten. Nach dem Tode seines Bruders Bolesławs IV. des Kraushaarigen 1173, bestieg er den Krakauer Thron. Er verwendete unter anderem die Titel dux maximus und dux totius Poloniae. In der Innenpolitik griff er zu sehr strengen Steuermaßnahmen, welches die Feindschaft der kleinpolnischen Magnaten hervorrief, die ihn 1177 aus Krakau verjagten und seinen jüngsten Bruder, Kasimir II. den Gerechten, auf den Seniorthron beriefen. Gleichzeitiger Aufruhr des eigenen Sohnes Odon (Otto) in Großpolen zwang Mieszko, Asyl und Hilfe bei den Herzögen von Pommern zu suchen. 1181 gelang es Mieszko, mit Hilfe pommerscher Truppen einen Teil von Großpolen mit Gnesen und Kalisz, das zu seiner Hauptstadt wurde, zurückzugewinnen.
1191 wurde Kasimir der Gerechte in interne Kämpfe in der Rus eingeschaltet; Mieszko eroberte währenddessen Krakau zurück und wurde für kurze Zeit wieder Seniorherzog. Im Jahre 1194, nach dem Tode des Bruders Kasimir, griff er erneut nach dem Krakauer Thron und wurde wieder durch die kleinpolnischen Magnaten verjagt, die mehrheitlich Anhänger des minderjährigen Leszek waren.
1198 gelang es Mieszko, als Vormund für den Neffen Leszek, abermals an die Macht zu kommen. Er starb am 13. März 1202 in Kalisz und wurde dort bestattet.

## Familie
Mieszko begründete die großpolnische Nebenlinie der Piasten, die 1296 mit König Przemysł II. im Mannesstamm erlosch. Mieszko heiratete

1. ⚭ ca. 1140 Elisabeth von Ungarn (1128–1155), die Tochter des König Béla II. von Ungarn aus dem Hause der Árpáden und der Helene von Serbien.
Mit ihr hatte er folgende Kinder:
- Odon (Otto)
- Stefan
- Wierzchosława Ludmiła, diese heiratete Friedrich von Bitsch
- Judith, diese heiratete Bernhard III. (Sachsen)
- Elisabeth, diese heiratete in erster Ehe Herzog Sobieslav II. von Böhmen, in zweiter Ehe Konrad II., Markgraf der Lausitz

2. ⚭ ca. 1154 Eudoxia von Kiew, Tochter des Isjaslaw II. von Kiew
Aus dieser Ehe stammen die Kinder:
- Bolesław, Herzog von Kujawien, dieser heiratete eine Dobroslawa, welche gemeinhin in Dobroslawa von Schlawe identifiziert wird
- Mieszko der Jüngere, Herzog von Kalisch
- Anastasia, diese heiratete 1177 Bogislaw I. von Pommern
- Salomea, diese heiratete Ratibor von Pommern
- Wladyslaw III. Dünnbein